# Lac F.-X.-Lemieux
Lac F.-X.-Lemieux är en sjö i Kanada.   Den ligger i regionen Capitale-Nationale och provinsen Québec, i den sydöstra delen av landet, 400 km nordost om huvudstaden Ottawa. Lac F.-X.-Lemieux ligger 676 meter över havet. Arean är 1,1 kvadratkilometer. Den sträcker sig 1,6 kilometer i nord-sydlig riktning, och 2,1 kilometer i öst-västlig riktning.
I omgivningarna runt Lac F.-X.-Lemieux växer i huvudsak blandskog. Trakten runt Lac F.-X.-Lemieux är nära nog obefolkad, med mindre än två invånare per kvadratkilometer.